# Ернест Васт
Ернест Васт (фр. Ernest Vaast, 28 жовтня 1922, Париж — 10 квітня 2011, Клермон-Ферран) — французький футболіст, що грав на позиції півзахисника. По завершенні ігрової кар'єри — тренер. Відомий за виступами в низці французьких клубів, зокрема за клуби «Ренн» і «Расінг» (Париж), а також за національну збірну Франції. Дворазовий володар Кубка Франції.

## Клубна кар'єра
Ернест Васт народився в Парижі. У дорослому футболі дебютував 1939 року виступами за команду «Леваллуа», в якій грав до 1942 року. У 1942—1943 роках Васт уперше за кар'єру став гравцем клубу «Расінг» (Париж), у якій грав до 1943 року. У 1943—1944 роках футболіст грав у складі команди «Парі-Капіталь», а в 1944 році повернувся до «Расінга», в якому цей раз грав до 1948 року, і протягом цього часу двічі виборював титул володаря Кубка Франції.
У 1948—1949 році Васт грав у швейцарському клубі «Серветт», після чого знову повернувся до «Расінга», в якому цього разу грав до 1951 року.
У 1951 році Ернест Васт став гравцем клубу «Ренн», у якому грав до 1953 року. Завершив ігрову кар'єру у команді «Ред Стар», за яку виступав протягом 1953—1954 років.

## Виступи за збірну
У 1945 році Ернест Васт дебютував у складі національної збірної Франції. У складі збірної грав до 1949 року, загалом провів у складі збірної 15 матчів, у яких відзначився 11 забитими голами.

## Кар'єра тренера
Ернест Васт розпочав тренерську кар'єру невдовзі по завершенні кар'єри гравця, у 1956 році очоливши тренерський штаб клубу «Шербур». У 1959—1967 роках він очолював нижчолігові команди «Сен-Жорж» і «Жієн», а в 1967—1970 роках був головним тренером клубу «Родез». У 1973—1977 роках Васт знову працював у клубі «Сен-Жорж», після чого тренерською діяльністю не займався. Помер Ернест Васт 10 квітня 2011 року на 89-му році життя у місті Клермон-Ферран.

## Титули і досягнення
- Володар Кубка Франції (2):

«Расінг» (Париж): 1944–1945, 1948–1949